# 陳奎 (天順進士)
陳奎（1432年—？），字文璧，直隸海門縣人，河南衛輝千戶所軍籍，明朝政治人物。同進士出身。

## 生平
景泰七年（1456年）丙子科河南鄉試第十四名。天順四年（1460年）中式庚辰科會試第一百三十四名，殿試登進士第三甲第八十二名。為山西沁水縣知縣，以廉能聞。巡按御史艾福、賈俊先後論薦，擢澤州知州。

## 家族
曾祖陳光甫。祖父陳德。父陳敬。